# Festival da Canção 2019
Das 52. Festival da Canção soll am 2. März 2019 stattfinden und der portugiesische Vorentscheid für den Eurovision Song Contest 2019 in Tel Aviv (Israel) sein.

## Format

### Konzept
Anders als im Vorjahr mit 26, werden 2019 nur 16 Interpreten am Festival da Canção teilnehmen. Diese werden dann auf zwei Halbfinale aufgeteilt, die am 16. und 23. Februar 2019 in den RTP Studios stattfinden werden. Wie viele Teilnehmer am Finale teilnehmen werden und wie das Abstimmungssystem erfolgen soll, steht noch nicht fest. Allerdings steht bisher fest, dass das Finale am 2. März 2019 außerhalb Lissabons stattfinden soll. Es ist damit das erste Mal seit 2015, dass das Festival an einem Samstag stattfindet.

### Beitragswahl
Anders als in anderen Vorentscheidungen, lädt RTP direkt Komponisten ein, die ein neues Lied für das Festival schreiben sollen. Dabei steht den Komponisten ebenfalls frei, welcher Künstler das Lied singen soll. Für 2019 lädt RTP insgesamt 14 Komponisten ein. Die anderen zwei Plätze werden durch die Öffentlichkeit bestimmt. Einer der Plätze wird über das Radioprogramm Master Class von Antena 1 vergeben. Der andere Platz wird über eine öffentliche Ausschreibung von RTP ermittelt. Dafür konnte sich jeder portugiesischer Staatsbürger auf der Internetseite von RTP vom 17. September 2018 bis zum 31. Oktober 2018 bewerben.
Am 18. November 2018 gab RTP bekannt, dass der Sender über 200 Bewerbungen für die öffentliche Ausschreibung erhalten hat. RTP wird von diesen 200 Bewerbungen nun eine für die Vorentscheidung auswählen.

## Teilnehmer
Am 5. Dezember 2018 veröffentlichte RTP die Liste der Komponisten des diesjährigen Festival da Canção. Folgende 16 Komponisten werden damit teilnehmen:. Am 21. Januar dann wurden alle teilnehmenden Songs veröffentlicht.

## Halbfinale

### Erstes Halbfinale

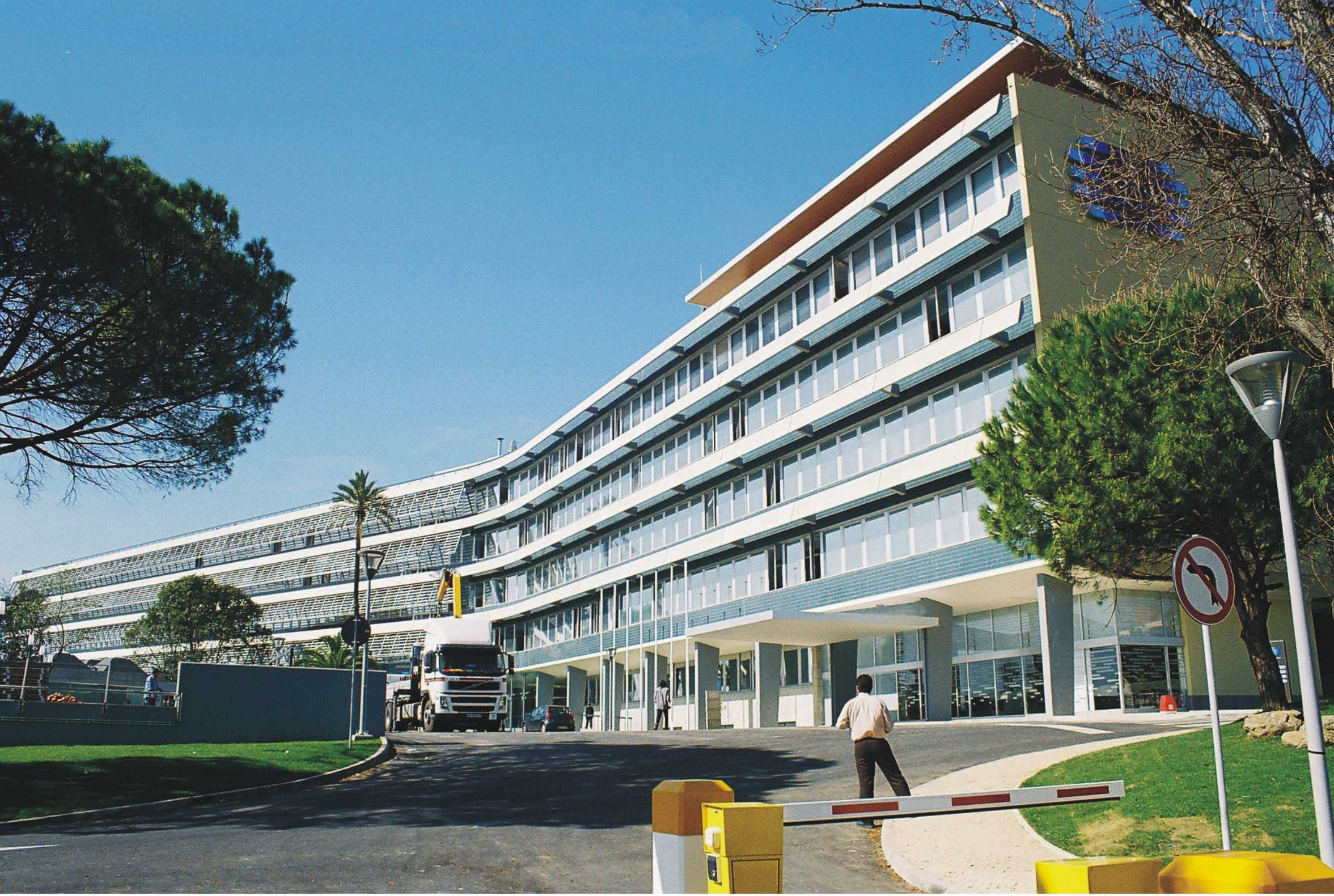
RTP Studio Lissabon

Das erste Halbfinale findet am 16. Februar 2019, 21:00 Uhr (UTC) im RTP Studio 1 in Lissabon statt. Sónia Araújo und Tânia Ribas de Oliveira moderierten die Sendung. moderieren
| Platz | Startnr. | Interpret      | Lied Musik (M) und Text (T)                                                              | Sprache       | Übersetzung (inoffiziell) | Punkte | Punkte    | Punkte |
| Platz | Startnr. | Interpret      | Lied Musik (M) und Text (T)                                                              | Sprache       | Übersetzung (inoffiziell) | Jury   | Zuschauer | Gesamt |
| ----- | -------- | -------------- | ---------------------------------------------------------------------------------------- | ------------- | ------------------------- | ------ | --------- | ------ |
| 1.    | 8        | Matay          | Perfeito M: Tiago Machado; T: AC Firmino                                                 | Portugiesisch | Perfekt                   | 12     | 10        | 22     |
| 2.    | 5        | Conan Osíris   | Telemóveis M/T: Conan Osíris                                                             | Portugiesisch | Mobiltelefon              | 07     | 12        | 19     |
| 3.    | 4        | Calema         | A Dois M/T: António Ferreira, Fradique Ferreira                                          | Portugiesisch | Zu zweit                  | 10     | 08        | 18     |
| 4.    | 1        | Ana Cláudia    | Inércia M/T: Alex D’Alva Teixeira, Ben Monteiro                                          | Portugiesisch | Trägheit                  | 08     | 05        | 13     |
| 5.    | 2        | João Campos    | É O Que É M/T: Francisco M. Pereira, Miguel Coimbra, Miguel Cristovinho, Francisco Clode | Portugiesisch | Es ist was es ist         | 06     | 07        | 13     |
| 6.    | 6        | Ela Limão      | Mais Brilhante Que Mil Sóis M/T: João Pires de Campos                                    | Portugiesisch | Heller als tausend Sonnen | 05     | 06        | 11     |
| 7.    | 7        | Filipe Keil    | Hoje M/T: Filipe Keil                                                                    | Portugiesisch | Heute                     | 04     | 04        | 08     |
| 8.    | 3        | Soraia Tavares | O Meu Sonho M/T: Lura                                                                    | Portugiesisch | Mein Traum                | 03     | 03        | 06     |

 Kandidat hat sich für das Finale qualifiziert.

### Zweites Halbfinale
Das zweite Halbfinale fand am 23. Februar 2019, 21:00 Uhr (UTC) im RTP Studio 1 in Lissabon statt. José Carlos Malato und Jorge Gabriel moderierten n die Sendung. Die vier bestplatzierten Interpreten qualifizierten sich für das Finale.
| Platz | Startnr. | Interpret       | Lied Musik (M) und Text (T)                     | Sprache       | Übersetzung (inoffiziell) | Punkte | Punkte    | Punkte |
| Platz | Startnr. | Interpret       | Lied Musik (M) und Text (T)                     | Sprache       | Übersetzung (inoffiziell) | Jury   | Zuschauer | Gesamt |
| ----- | -------- | --------------- | ----------------------------------------------- | ------------- | ------------------------- | ------ | --------- | ------ |
| 1.    | 8        | NBC             | Igual A Ti M/T: Timóteo Deus Santos             | Portugiesisch | Wie du                    | 10     | 12        | 22     |
| 2.    | 6        | Surma           | Pugna M: Débora Umbelino; T: Tiago Félix        | Portugiesisch | Kampf                     | 12     | 06        | 18     |
| 3.    | 5        | Madrepaz        | Mundo A Mudar M: Frankie Chavez; T: Pedro Puppe | Portugiesisch | Eine Welt zum Verändern   | 06     | 10        | 16     |
| 4.    | 3        | Mariana Bragada | Mar Doce M/T: Mariana Bragada                   | Portugiesisch | Süße See                  | 08     | 07        | 15     |
| 5.    | 2        | Dan Riverman    | Lava M/T: Miguel Guedes                         | Portugiesisch | Lava                      | 07     | 08        | 15     |
| 6.    | 4        | João Couto      | O jantar M/T: Pedro Pode                        | Portugiesisch | Das Abendessen            | 05     | 05        | 10     |
| 7.    | 7        | Mila Dores      | Debaixo Do Luar M: Rui Maia; T: Mila Dores      | Portugiesisch | Unter dem Mondlicht       | 04     | 04        | 08     |
| 8.    | 1        | Lara Laquiz     | O Lugar M/T: André Tentúgal                     | Portugiesisch | Der Platz                 | 03     | 03        | 06     |

 Kandidat hat sich für das Finale qualifiziert.

## Finale
Das Finale fand am 2. März 2019, 21:00 Uhr (UTC) in der Portimão Arena in Portimão statt. Filomena Cautela, die Moderatorin des Eurovision Song Contest 2018 und Vasco Palmeirim moderierten die Sendung. Conan Osíris erzielte sowohl im Jury- als auch im Televoting die Höchstpunktzahl und gewann den Vorentscheid.
| Platz | Startnr. | Interpret       | Lied Musik (M) und Text (T)                     | Sprache       | Übersetzung (inoffiziell) | Jury  | Jury   | Jury   | Jury     | Jury    | Jury   | Jury    | Jury   | Punkte | Punkte    | Punkte |
| Platz | Startnr. | Interpret       | Lied Musik (M) und Text (T)                     | Sprache       | Übersetzung (inoffiziell) | Norte | Centro | Lisboa | Alentejo | Algarve | Azoren | Madeira | Gesamt | Jury   | Zuschauer | Gesamt |
| --- | -------- | --------------- | ----------------------------------------------- | ------------- | ------------------------- | ----- | ------ | ------ | -------- | ------- | ------ | ------- | ------ | ------ | --------- | ------ |
| 1. | 7        | Conan Osíris    | Telemóveis M/T: Conan Osíris                    | Portugiesisch | Mobiltelefon              | 12    | 12     | 12     | 12       | 10      | 12     | 12      | 82     | 12     | 12        | 24     |
| 2. | 5        | NBC             | Igual A Ti M/T: Timóteo Deus Santos             | Portugiesisch | Wie du                    | 7     | 10     | 8      | 4        | 12      | 10     | 10      | 54     | 10     | 08        | 18     |
| 3. | 3        | Matay           | Perfeito M/T: Tiago Machado                     | Portugiesisch | Perfekt                   | 3     | 8      | 4      | 10       | 5       | 7      | 5       | 44     | 07     | 10        | 17     |
| 4. | 6        | Madrepaz        | Mundo A Mudar M: Frankie Chavez; T: Pedro Puppe | Portugiesisch | Eine Welt zum Verändern   | 6     | 5      | 7      | 8        | 7       | 3      | 7       | 44     | 07     | 06        | 13     |
| 5. | 4        | Surma           | Pugna M: Débora Umbelino; T: Tiago Félix        | Portugiesisch | Kampf                     | 8     | 6      | 3      | 5        | 8       | 6      | 8       | 46     | 08     | 04        | 12     |
| 6. | 1        | Calema          | A Dois M/T: António Ferreira, Fradique Ferreira | Portugiesisch | Zu zweit                  | 5     | 4      | 10     | 3        | 6       | 5      | 4       | 37     | 07     | 04        | 11     |
| 7. | 2        | Mariana Bragada | Mar Doce M/T: Mariana Bragada                   | Portugiesisch | Süße See                  | 10    | 3      | 5      | 7        | 4       | 4      | 3       | 36     | 03     | 05        | 08     |
| 8. | 8        | Ana Cláudia     | Inércia M/T: Alex D’Alva Teixeira, Ben Monteiro | Portugiesisch | Trägheit                  | 4     | 7      | 6      | 6        | 5       | 8      | 6       | 42     | 03     | 05        | 08     |
| Jury-Punktesprecher |          |                 |                                                 |               |                           |       |        |        |          |         |        |         |        |        |           |        |
| - Norte – Catarina Salinas - Centro – Samuel Úria - Lisboa – Pedro Granger - Alentejo – Sequin - Algarve – Dino D'Santiago - Azoren – Nuno Costa Santos - Madeira – André Santos |          |                 |                                                 |               |                           |       |        |        |          |         |        |         |        |        |           |        |

## Quoten
Das Festival da Canção 2019 blieb gegenüber dem Vorjahr auf einem konstanten Zuschauerniveau. Jede Sendung erreichte mindestens 500.000 Zuschauer.
| Sendung            | Zuschauer | Marktanteil | Marktanteil |
| Sendung            | Zuschauer | Gesamt      | Sender      |
| ------------------ | --------- | ----------- | ----------- |
| Erstes Halbfinale  | 620.000   |             | 14,7 %      |
| Zweites Halbfinale | 623.000   |             | 14,5 %      |
| Finale             | 610.000   |             | 15,8 %      |